# Cantone di Levet
Il Cantone di Levet era una divisione amministrativa dell'arrondissement di Bourges.
A seguito della riforma approvata con decreto del 21 febbraio 2014, che ha avuto attuazione dopo le elezioni dipartimentali del 2015, è stato soppresso.

## Composizione
Comprendeva i comuni di:
- Annoix
- Arçay
- Lapan
- Levet
- Lissay-Lochy
- Plaimpied-Givaudins
- Saint-Caprais
- Saint-Just
- Sainte-Lunaise
- Senneçay
- Soye-en-Septaine
- Trouy
- Vorly